# Adelby

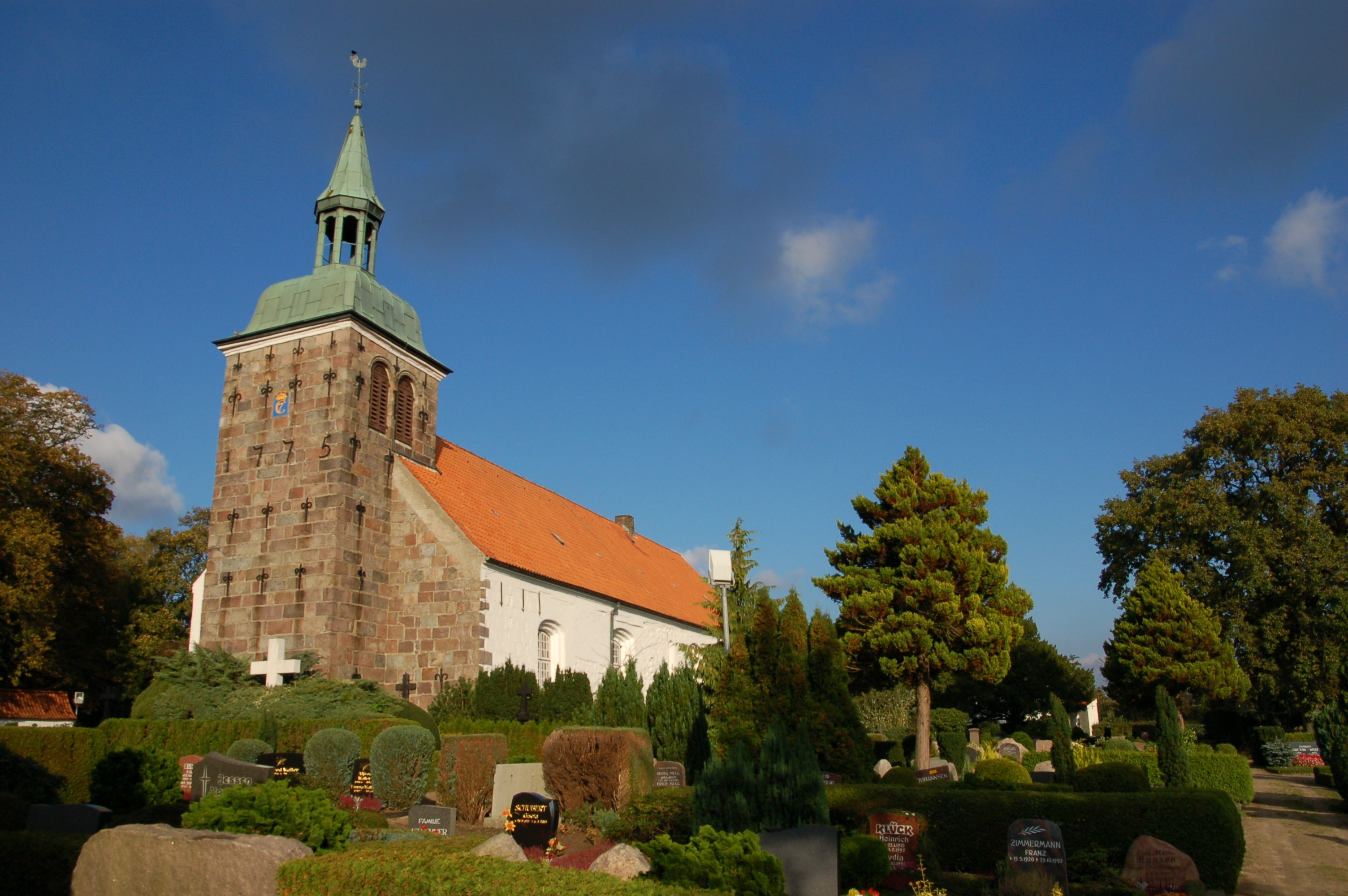
Die St. Johanniskirche Flensburg-Adelby inmitten des Friedhofs

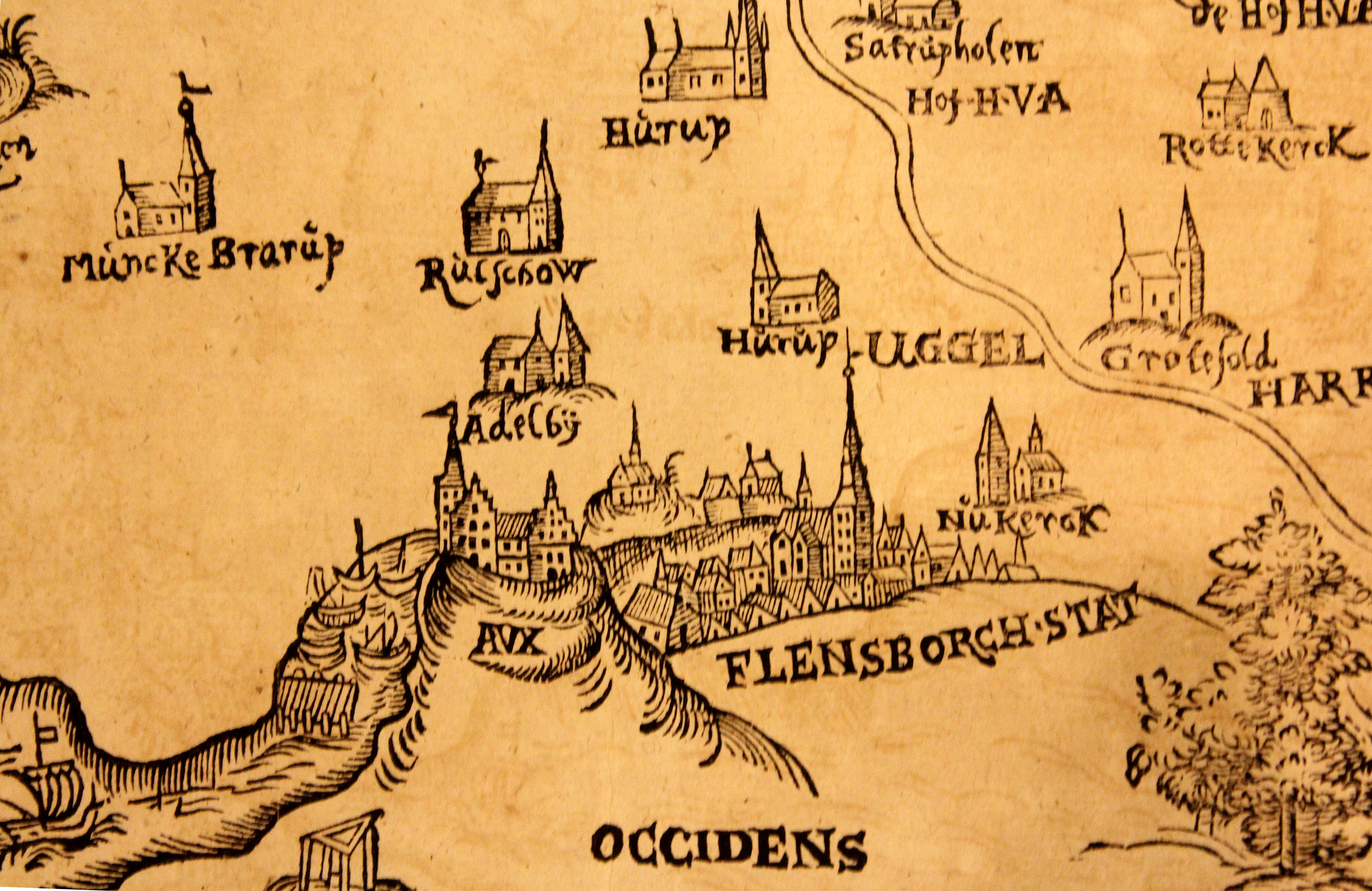
Die Lage Adelbys bei Flensburg, auf einer Karte aus dem Jahre 1596

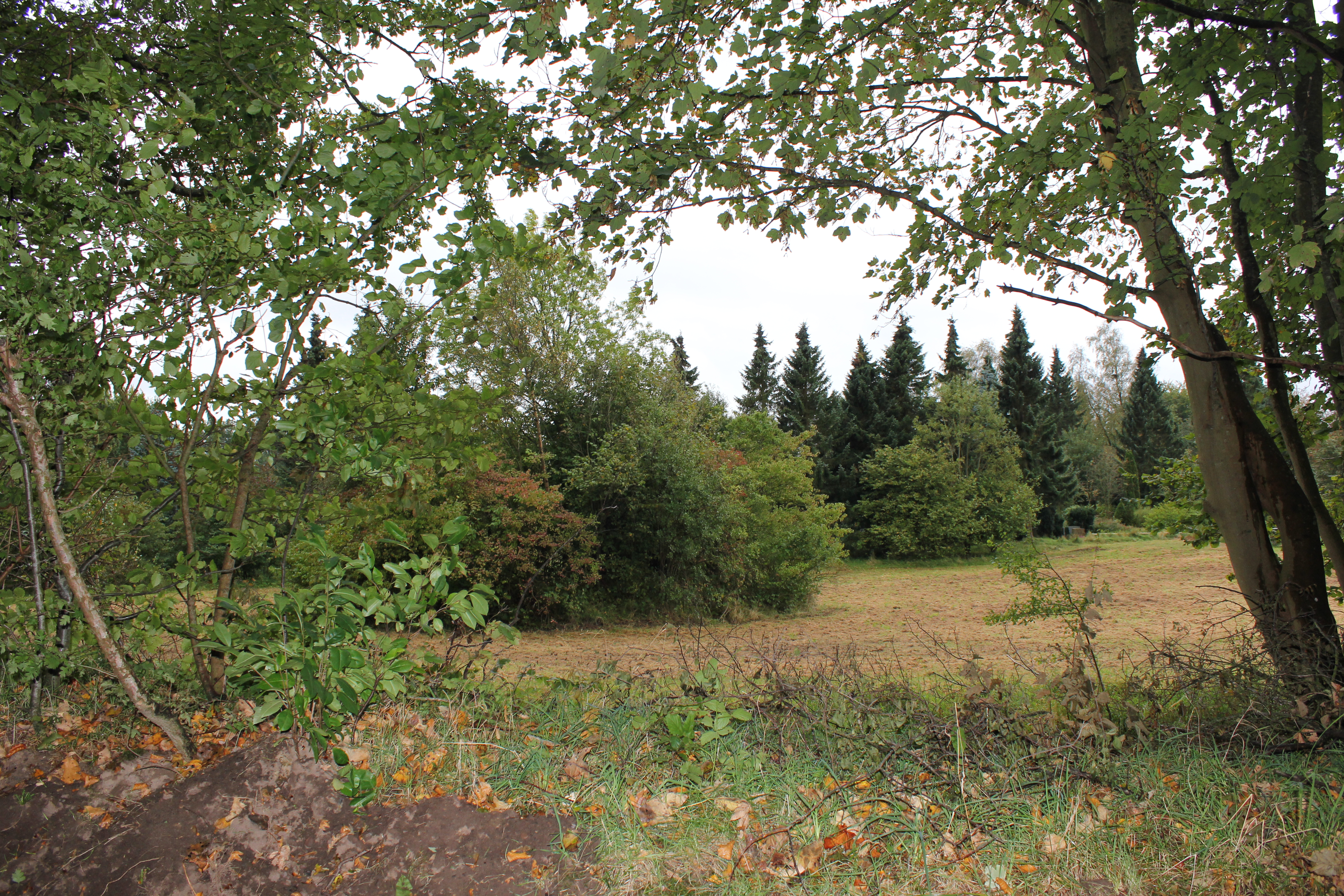
Brachliegendes ehemaliges Getreidefeld Adelbys (2011), nahe dem Friedhof, gegenüber der Kurt-Tucholsky-Schule Flensburg-Adelby

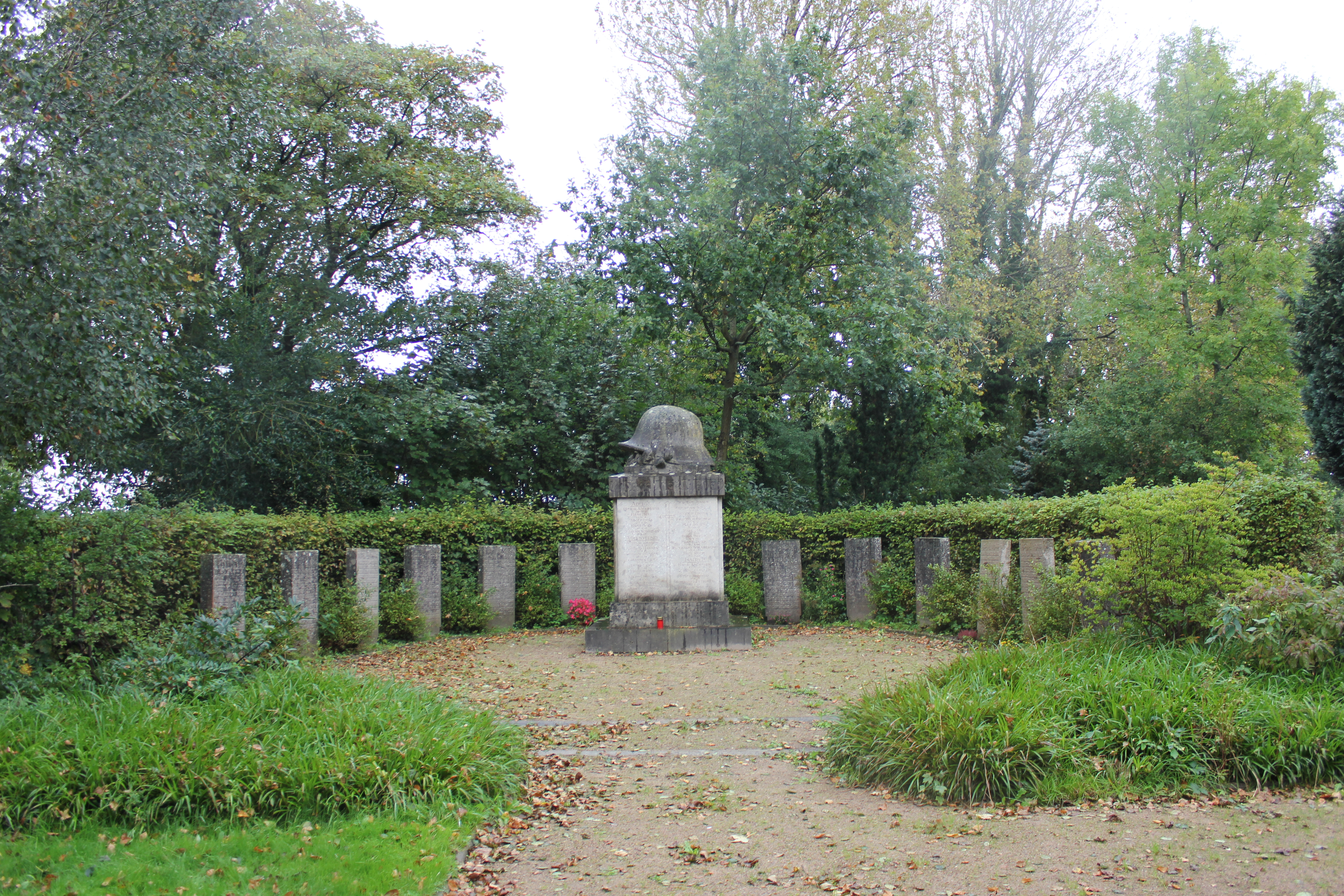
Denkmal an die im Ersten Weltkrieg Gefallenen aus Adelby, Adelbylund, Sünderup, Tastrup auf dem Friedhof Adelby

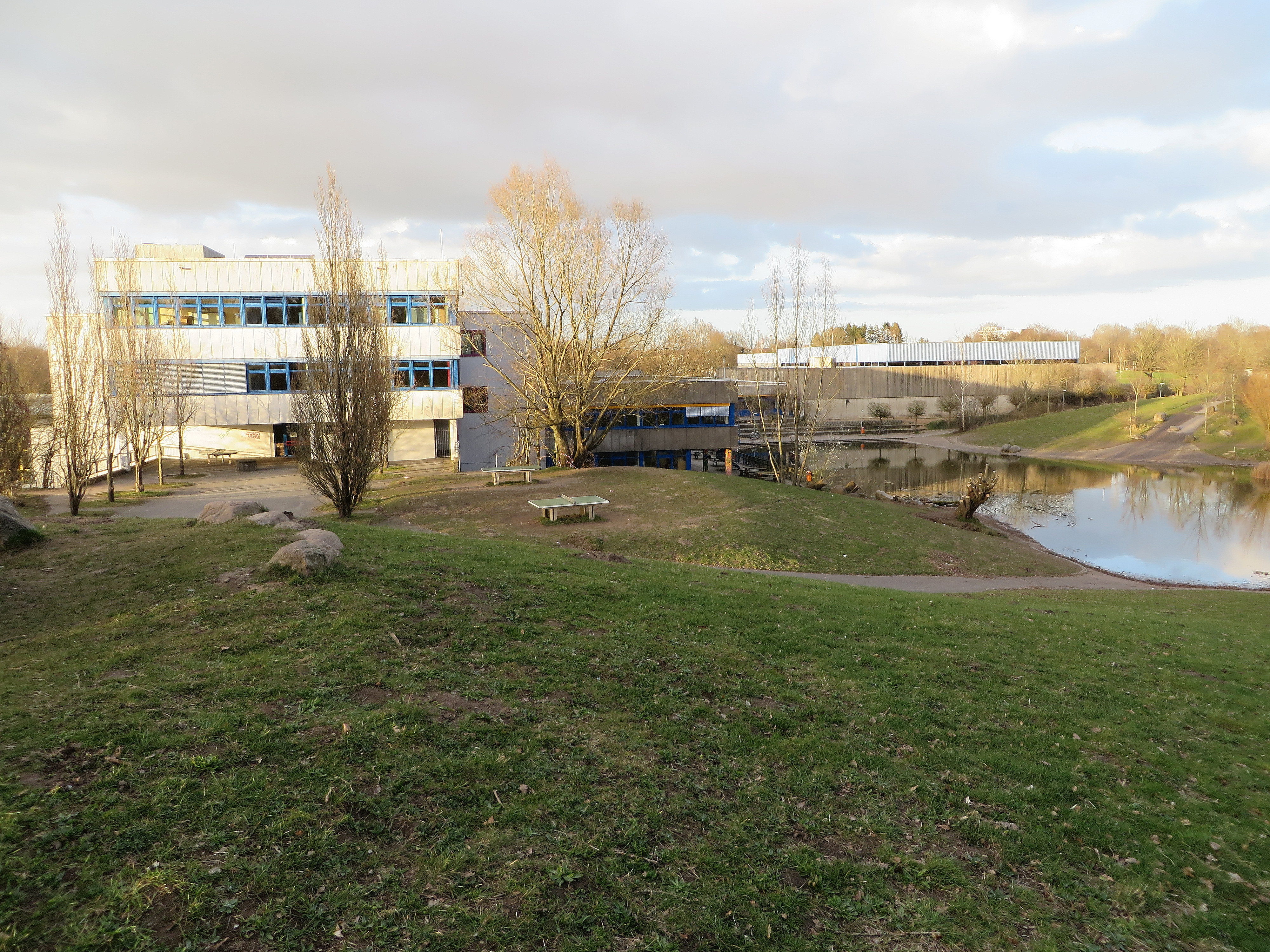
Ungefähr in den 1970er Jahren wurde die Kooperative Gesamtschule Flensburg-Adelby eröffnet.

Adelby bezeichnet erstens ein altes Kirchspiel östlich von Flensburg, zweitens den namensgebenden, früh verschwundenen Hauptort dieses Kirchspiels und drittens eine von 1970 bis 1979 bestehende Gemeinde, die durch den Zusammenschluss der Gemeinden Tarup, Sünderup und Tastrup gebildet wurde und von 1974 bis 1979 nur noch aus dem Ort Tastrup bestand und viertens, heutzutage einen Teil der Stadt Flensburg, der zum Stadtteil Tarup gehört.

## Geschichte

### Das Kirchspiel
Das Kirchspiel der Johanniskirche war Teil der Husbyharde, einer Verwaltungseinheit des Gebietes Angeln. Durch Aussiedlungen entstanden rundherum um Adelby die Dörfer Adelbylund, Fruerlund(hof), Tarup und Twedt. Um 1100 entstand durch eine weitere Aussiedlung aus dem Dorf Adelby die Siedlung Sankt Johannis am Ende der Flensburger Förde, woraus das von Adelby unabhängige Flensburg entstand. Die neuen Siedlungen um Adelby herum wuchsen und die alte Siedlung wurde kleiner, bis nur mehr die Kirche und einige Felder bestanden. Bezeichnenderweise bedeutet der Name Adelby bedeutet so viel wie „Mutterdorf“, „Hauptdorf“ oder auch „Altdorf“. Der Name Adelby ist urkundlich erst seit dem Jahr 1423 bezeugt. Dennoch nutzten die umgebenden Neusiedlungen die um 1080 errichtete Adelbyer Kirche weiterhin und so wuchs das Kirchspiel an. Das Kirchspiel Adelby zählte unter anderem die Orte Klein und Groß Adelbylund, Fruerlund(hof) und Fruerlundholz, Twedter Holz, Mürwik, Wasserloos, Kauslund, Blocksberg, Engelsby, Twedt, Jürgensby, Klein und Groß Tarup mit Kreuz, Sünderup und Tastrup.
Die St.-Johannis-Kirche zu Adelby zählt zu den ältesten Kirchen der Region. Im 18. Jahrhundert wurde der kleinere Chor abgebrochen und in Ziegelsteinen in gleicher Höhe mit dem Schiff neu gebaut, so dass der Kirchenbau heute ungegliedert erscheint. Gleichzeitig wurde der barocke Turm errichtet.
Im Laufe der Zeit wuchs die Stadt Flensburg am Ostufer entlang und so wurden schrittweise Orte wie beispielsweise Mürwik aus dem Kirchspiel Adelby eingemeindet. Zudem wurden in den neuen Stadtteilen neue Kirchen wie die Christuskirche gebaut, so dass sich sowohl der Zuständigkeitsbereich der Kirchengemeinde Adelby als auch das Kirchspiel Adelby verkleinerte.

### Verbleib von Adelby in verschiedenen Gemeinden von 1872 an
1872 gingen die Landgemeinde Adelby und die Landgemeinde Tarup zusammen und bildeten die neue Gemeinde Tarup. Bei einem Gebietsaustausch 1966 und 1967 wurde ein Gebiet mit 78 Einwohnern von Sünderup an Tarup abgegeben. Zudem ging das Gebiet der Adelbyer Kirche mit 30 Einwohnern an Sünderup über. Am 1. Januar 1970 schlossen sich die Gemeinden Tarup und Sünderup zur Gemeinde Adelby zusammen. Das zu Sünderup gehörende Adelbylund, wo sich die Gemeindeverwaltung befand, wurde am 26. April 1970 an die Stadt Flensburg abgetreten. Am 15. Februar 1970 wurde Tastrup in die Gemeinde Adelby eingegliedert. Am 24. März 1974 wurden Tarup und Sünderup nach Flensburg umgegliedert. Tastrup blieb eigenständig und firmierte weiterhin als Gemeinde Adelby. Am 1. Januar 1980 wurde der Name der Gemeinde Adelby amtlich in Tastrup geändert.

### Das Gebiet Adelby heutzutage
Neben der Kirche und dem Friedhof befinden sich heute zwei Schulen. Zum einen die Kurt-Tucholsky-Schule (ehemals: Kooperative Gesamtschule Flensburg-Adelby) und die Grundschule Adelby. Die früheren Erdbeerfelder zum Selberpflücken gegenüber der Kooperativen Gesamtschule Flensburg-Adelby wichen zu Beginn des 21. Jahrhunderts der neugebauten Osttangente. Neben der Grundschule Adelby befindet sich außerdem noch der Sportverein Adelby v. 1950 e. V. Ansonsten wird auf neueren Stadtplänen das Gebiet Adelby wieder gesondert im ursprünglichen Gebiet ausgewiesen und Adelby nicht mehr als Synonym mit Tarup und den anderen ehemaligen Dörfern verwendet. Die Stadt selbst verwendet den Namen im Bereich der Stadtteile und Bezirks-Aufteilung nicht. Und die heutige evangelisch-lutherische Kirchengemeinde Adelby umfasst heute nur noch den südöstlichen Bereich der Stadt, nämlich Tarup, Adelbylund, Sünderup und den neuen Ortsteil Hochfeld sowie die Landgemeinde Tastrup des Kreises Schleswig-Flensburg. Wobei durch den stetigen Ausbau des Ortsteils Sünderup Flensburg immer deutlicher an Tastrup, dem letzten Rest der Gemeinde Adelby, der bisher noch nicht eingemeindet wurde, heranwächst. Der im 20. Jahrhundert immer wieder erweiterte Friedhof ist heute noch der einzige Friedhof im Osten der Stadt Flensburg, womit die Kirche aber auch weiterhin noch eine Bedeutung für viele Mürwiker, Engelsbyer und den anderen Bürgern der ehemaligen Teile Adelbys hat. Durch die erwähnte neugebaute Osttangente hat sich die Gegend stark verändert. So wurde das westliche Adelbyer Gebiet mit etwas Landwirtschaft, dort weiden einige Kühe, vom restlichen, östlich gelegenen optisch im Grunde abgeschnitten, auch wenn zwei Fußgängerbrücken über die Osttangente sowie ein Fußgängertunnel den Schaden mildern sollen. Ob ein höherer Baumbestand und Bewuchs diesen offensichtlichen optischen Eindruck mindern werden, dürfte sich erst in der Zukunft zeigen. Zudem hat die Stadt auf ihren Karten das Gebiet dem Stadtbezirk Adelbylund zugeschlagen. Durch die Ringlinie 5 wurde Adelby im Jahr 2013 erstmals ans Busnetz angeschlossen. Zuvor mussten viele KTS-Schüler über Jahre bei Bushaltestellen der Linien 10 oder 11 in Engelsby einsteigen. Für die Schüler vom Lande werden zudem Sonder-Busse eingesetzt. Des Weiteren ist das Gebiet, ungefähr seit dem Bau der Osttangente, über den Wanderweg durch das Lautrupsbachtal erreichbar. Der Lautrupsbach entsteht aus dem Zusammenfluss von Adelbybek und Taerbek auf dem Friedhof südlich der Kurt-Tucholsky-Schule. Des Weiteren wurde ein Jugendhaus sowie die Dreiecksfläche mit Freizeitmöglichkeiten errichtet. 2014 wurde eine Kinderkrippe des Dansk Skoleforening for Sydslesvig e. V. am Rande des Adelbyer Gebietes, bei der Ringstraße 2, errichtet. Gegenüber dem Friedhof, in der Richard-Wagner-Str. 60, verkauft der kleine Betrieb des Sven Höch Grabmale und andere Steinmetzarbeiten.

## Felder und Natur Adelbys
Adelby ist noch heute Teil eines Grünzuges, der vom Flensburger Hafen über das Lautrupsbachtal, Adelby, den Vogelsang, Blocksberg und den Tremmeruper Wald bis zum Schloss Glücksburg reicht.

## Straßen Adelbys

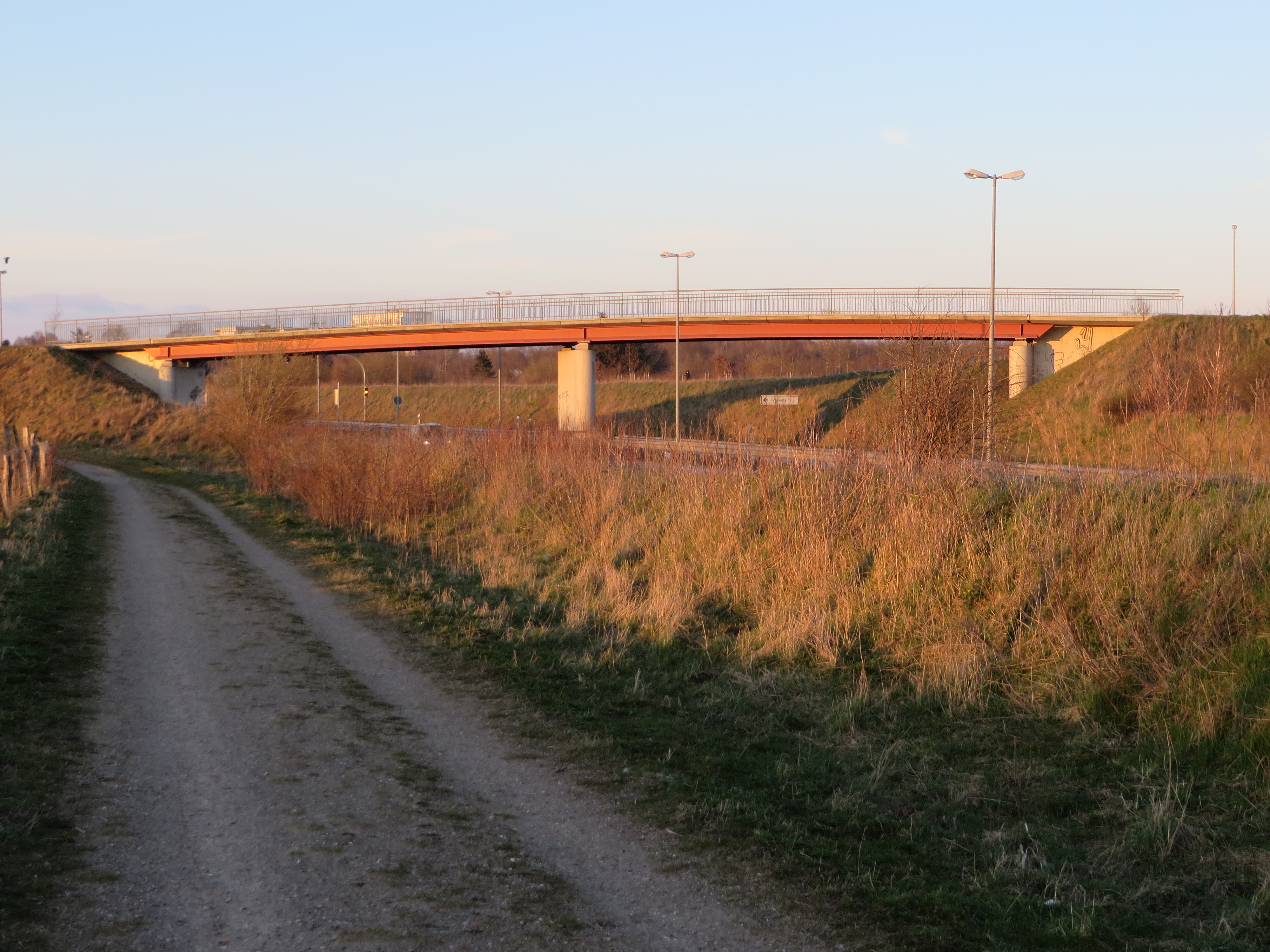
Die Fußgängerbrücke, die den
Weg des Adelbyer Kirchenweges die Osttangente überwinden lässt. (2014)

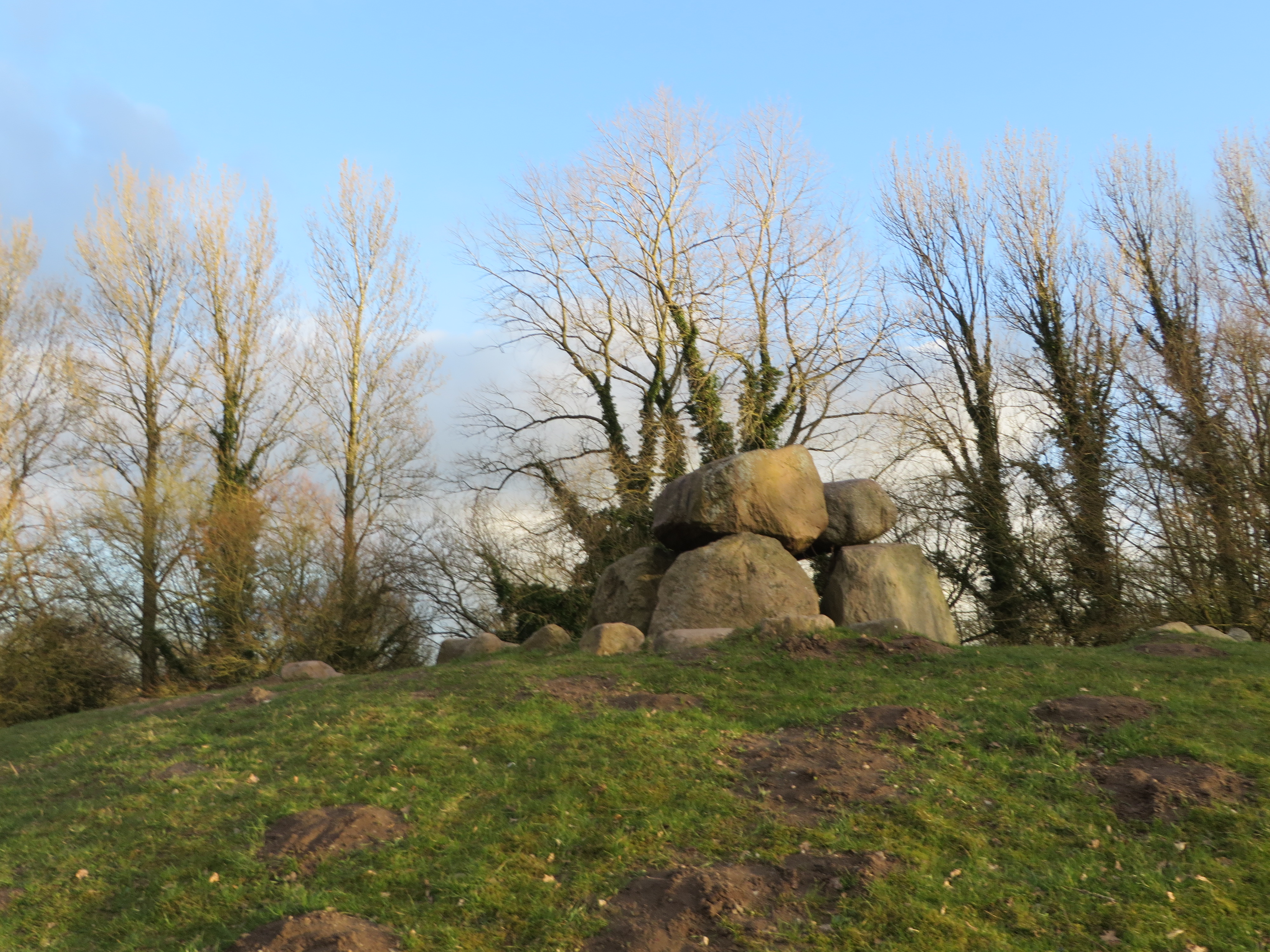
Künstliches Hünengrab in Adelby

Im kleinen Gebiet des heutigen Adelbys gibt es nur einige wenige Straßen und Wege. Es sind dies:
- Adelbyer Kirchenweg: Der Weg war in der Vergangenheit einer der Hauptwege zur Kirche. Die Straße beginnt bei der Bismarckstraße am Palast-Theater und verläuft Richtung Südosten. Sie kreuzt die Glücksburger Straße und führt weiter Richtung Adelby. Kurz vor der Osttangente stößt der Trögelsbyer Weg auf sie. Ebenfalls in diesem Bereich stößt der Feldweg Lustgarten, der vom Holländerhof kommt, auf den Kirchenweg und endet bei diesem. Bei der Osttangente teilt sich zudem heutzutage der Adelbyerkirchenweg. Der Teil für die Autos wurde mit dem Bau der Osttangente abgezweigt und verläuft nun weiter bis zur Osttangente. Der Teil für die Fußgänger setzt den historischen Verlauf des Weges fort. Über eine Brücke endet der Weg bei der Adelbyer Kirche St. Johannis.
- Adelbyer Straße: Die Adelbyer Straße war lange Zeit einer der Hauptwege nach Adelby. Er endet nun beim Holländerhof, führte wohl früher noch östlich weiter, wo heutzutage nur noch ein Feldweg vorhanden ist, der kurz vor der Fußgängerbrücke auf den Adelbyer Kirchweg stößt und dort endet.
- die Straße Adelbylund: Sie kommt von Adelbylund und endet in Adelby am unteren Ende der Richard-Wagner-Straße
- Richard-Wagner-Straße: Die Straße beginnt in Engelsby und verläuft weiter südlich. Ungefähr dort, wo sie vom Trögelsbyer Weg gekreuzt wird, beginnt das Gebiet Adelby. An der östlichen Seite der Richard-Wagner-Straße befindet sich die KTS sowie die Kirche mit dem Friedhof.
- Osttangente: Die östliche Umgehungsstraße, die 2006 durch Adelby gebaut wurde. Sie verläuft parallel zur Richard-Wagner-Straße.
- Ringstraße: Die Ringstraße befindet sich am unteren Teil des Gebietes Adelby. Sie setzt im Grunde die Richard-Wagner-Straße fort. Dieser Bereich, der schon teilweise zum Gebiet Löwenberg gehört, befindet sich die Grundschule Adelby, die momentan gebaute Kinderkrippe sowie der Sportverein Adelby v. 1950 e. V.
- „Stille Liebe (ost)“: Der wohl volkstümlich benannte Weg trägt den Zusatz ost in Klammern, da es im Westen der Stadt noch den Weg „Stille Liebe (west)“ gibt.[22] Zudem gibt es in Tastrup noch einen weiteren Weg dieses Namens, der nach einer Eingemeindung vermutlich den Namen „Stille Liebe (süd)“ erhalten wird. Der Weg „Stille Liebe (ost)“ verläuft zwischen der KGS und dem Friedhof entlang und endet im oberen Bereich von Tarup, wo man über Schleichwege weiter zum Vogelsang laufen kann.
- Taruper Hauptstraße: Die Taruper Hauptstraße kommt von Tarup und endet bei der Ringstraße in Adelby.